# Антимонид тринатрия
Антимонид тринатрия — бинарное неорганическое соединение
натрия и сурьмы с формулой Na3Sb,
тёмно-синие кристаллы,
реагирует с водой.

## Получение
- Сплавление в инертной атмосфере (Ar) стехиометрических количеств чистых веществ:

{\displaystyle {\mathsf {3Na+Sb\ {\xrightarrow {900^{o}C}}\ Na_{3}Sb}}}

## Физические свойства
Антимонид тринатрия образует тёмно-синие кристаллы
гексагональной сингонии,
пространственная группа P 63/mmc,
параметры ячейки a = 0,5355 нм, c = 0,9496 нм, Z = 2.
При высоких давлениях (3 ГПа) происходит переход в фазу
кубической сингонии,
параметры ячейки a = 0,740 нм.

## Применение
- Как фотоэмиссионный материал применяется в качестве фотокатодов.